# Ignatius Press
Ignatius Press ist ein weltweit führender katholischer Verlag aus San Francisco, Kalifornien. Er ist nach dem Mitbegründer des Jesuitenordens Ignatius von Loyola benannt und wurde 1978 durch den jesuitischen Priester Joseph Fessio, einen ehemaligen Schüler von Papst Benedikt XVI., gegründet. Seine wichtigste Aufgabe sieht der Verlag darin, christliche Schriften vom europäischen Kontinent ins Englische zu übersetzten. Der Verlag vertreibt u. a. die Zeitschriften Homiletic and Pastoral Review und Catholic World Report und seit einigen Jahren E-Books. Zu den verlegten Autoren gehören die älteren Werke der Schriftsteller G. K. Chesterton und Hilaire Belloc, die Päpste Johannes Paul II. und Benedikt XVI. sowie die Wissenschaftler Peter Kreeft und Scott Hahn.